# Calanthe crispifolia
Calanthe crispifolia är en orkidéart som beskrevs av Paul Ormerod. Calanthe crispifolia ingår i släktet Calanthe och familjen orkidéer. Inga underarter finns listade i Catalogue of Life.